# Dušan Petronijević
Dušan Petronijević, cyr. Душан Петронијевић (ur. 9 listopada 1983 w Kruševacu) – serbski piłkarz występujący na pozycji pomocnika. Obecnie jest zawodnikiem kazachskiego Szachtiora Karaganda.
W reprezentacji Serbii zadebiutował 3 czerwca 2011 roku w meczu z Koreą Południową (2:1), który odbył się w Seulu.